# Alla ricerca della Valle Incantata 2
Alla ricerca della Valle Incantata 2 (The Land Before Time II: The Great Valley Adventure) è un film d'animazione direct-to-video del 1994, diretto da Roy Allen Smith e secondo lungometraggio della serie Alla ricerca della Valle Incantata. 
Il secondo capitolo della serie è stato pubblicato a sei anni di distanza dal primo, dopodiché tutti gli altri capitoli della serie sono stati pubblicati a scadenza di uno ogni 1 o 2 anni.
Per l'home video in Italia il film è stato redistribuito anche col titolo Alla ricerca della Valle Incantata 2 - Le avventure della grande vallata.

## Trama
Piedino, Tricky, Ducky, Petrie e Spike dopo aver finalmente raggiunto la stupenda valle incantata, giocano e si divertono, ma sempre sotto gli occhi dei loro parenti. Un giorno, hanno l'idea di andare a giocare su un prato sull'altra sponda della "sabbia che affonda" (una pozza di catrame), ma Tricky vi scivola dentro. Piedino e gli altri tentano di salvarla, ma finiscono anche loro bloccati nella pozza; fortunatamente, i loro genitori accorrono al salvataggio, rimproverandoli per la loro imprudenza.
Durante la notte, i cinque amici decidono di fare qualcosa per dimostrare alle proprie famiglie iperprotettive di essere cresciuti e di saper badare a sé stessi, e l'occasione si presenta quando dal nido della madre di Ducky, che si è trovata un nuovo compagno, viene prelevata una delle uova da due Struthiomimus, i fratelli Ozzy e Struth, arrivati da poco nella Valle con l'obiettivo di depredare più nidi possibili; i due ladri vengono pertanto inseguiti da Piedino, Tricky, Ducky, Petrie e Spike nel "Misterioso Dilà", un territorio ostile abitato dai denti aguzzi, per riprendere l'uovo trafugato. Entrato con il fratello minore Struth in una grotta, oramai al sicuro, il fratello maggiore Ozzy (capo del duo) avrebbe il privilegio di dare il primo morso, ma l'uovo scivola dalle mani di Ozzy che, cercandolo a tentoni, scambia la testa di Piedino, che nel frattempo stava passando, per l'uovo. I due si spaventano vicendevolmente quasi a morte, mandando tutti gli astanti nel panico, e Tricky, nella parapiglia, sbatte contro una parete di roccia, causando una grossa frana e dividendo i due ruba uova dai ragazzi, che finiscono in una zona piena di scheletri e acqua stagnante. I cinque pensano che l'uovo si sia rotto, poi ne prendono uno lì vicino, scambiandolo per quello rubato e lo riportano al nido, scoprendo però che l'uovo c'è già: infatti era scivolato dalle mani di Struth e quando era iniziata la frana era rotolato fino al nido.
L'uovo che hanno portato indietro non è della mamma di Ducky ma di un Tyrannosaurus Rex da cui nasce appunto un piccolo. Piedino e gli altri fuggono all'inizio spaventati, tuttavia Piedino capisce che il neonato non è pericoloso e, dopo alcuni insegnamenti, lo chiama Mordicchio, molto diverso di carattere rispetto al defunto Denti Aguzzi del precedente film. Piedino dunque va a chiedere ai nonni un consiglio sul dargli da mangiare, ma nel mentre Mordicchio fugge inseguendo delle farfalle per mangiarsele, e Piedino corre a cercarlo. Gli altri notando che Piedino è sparito e pensano che Mordicchio lo abbia mangiato; nel mentre stanno cercando il loro amico, arrivano Ozzy e Struth con l'intento di vendicarsi e li inseguono fino a un grosso baratro.
Piedino ritorna, non trovando Mordicchio, e continua quindi a cercarlo finché riesce a trovarlo vicino alla "sabbia che affonda". Dopo averlo chiamato e salvo dal pericolo, lo rimprovera, ma Mordicchio fa la faccia del piccolo carino, Piedino si intenerisce e lo perdona. In quel momento sente l'urlo dei suoi amici e va a salvarli. Finisce, però, in pericolo anche lui, ma viene salvato da Mordicchio che si finge un denti aguzzi feroce, e con la proiezione della sua ombra fa paura ai due ruba uova, che si buttano giù dal baratro per sfuggirgli. Dopo aver fatto conoscenza con gli altri, Mordicchio fa l'errore di mordere istintivamente la coda di Tricky e per questo viene sgridato e allontanato dal gruppo perché, come denti aguzzi, è ritenuto incompatibile.
Si scopre che la frana causata all'inizio aveva aperto un passaggio tra la valle ed il Misterioso Dilà e, sfruttandolo, due denti aguzzi (i genitori di Mordicchio) partono alla ricerca del proprio piccolo. Piedino, nonostante il brutto episodio di prima, è preoccupato per Mordicchio, essendoci affezionato, e sprona gli amici per andare a cercarlo. Lo trovano intento a dirigersi su un vulcano. Nel frattempo Ozzy e Struth, ripresisi dalla caduta, tentano di razziare un nido di Pteranodon, ma le grida dei protagonisti in cerca di Mordicchio allertano la madre, che attacca i due ladri di uova, i quali poi giurano vendetta contro Piedino e i suoi amici. Andando a salvare il piccolo T-Rex, i protagonisti prima rischiano di cadere in una strana acqua giallastra (probabilmente a causa dello zolfo) e poi di finire in pasto ad un fiume di lava vulcanica, che però riescono a seminare. Scampato anche questo pericolo, vengono ripresi dai ruba uova e vengono soccorsi anche stavolta da Mordicchio, che morde Struth alla coda; per questo motivo i ragazzi si riappacificano con Mordicchio e cominciano a coccolarlo. Tuttavia i due ladri sono intenti ancora a vendicarsi. Il gruppo fugge, finché non si trovano sbarrata la strada da un crepaccio da una parte e la lava vulcanica dall'altra, con alle spalle gli inseguitori. In quel momento Piedino, pensando ai discorsi del nonno la notte prima, usa un tronco come ponte, che i ragazzi oltrepassano. Dopo di loro Ozzy sale per primo sul ponte per tentare di raggiungerli, ma fa un errore perché il tronco comincia a incendiarsi a causa della lava che lo raggiunge: il tronco così cede e il ruba uova cade nel precipizio, seguito da Struth, che si tuffa per raggiungere il fratello.
Pensando che la vicenda fosse finita lì, il gruppo si tranquillizza, ma subito dopo i due denti aguzzi attirati dalla caduta della frana li trovano e cominciano a inseguirli, entrando così nella Valle Incantata. Quando Piedino riesce a nascondersi con i suoi amici nella vegetazione, vede suo nonno che sta combattendo con uno dei denti aguzzi e decide di andarlo ad aiutare, nonostante Tricky gli dica che suo nonno è capace di resistere. Lì comincia una lotta, costernata da fughe, interventi dei ragazzi e attacchi degli adulti, ma alla fine i grandi riescono a vincere la battaglia e scacciano i denti aguzzi dalla valle.
Dopo aver dato le spiegazioni sulla situazione agli adulti, Piedino va alla ricerca di Mordicchio, ma quando lo ritrova viene a sua volta visto dai denti aguzzi, costretto così alla fuga e finendo la propria corsa su un tronco secco, che cede, facendolo rimanere con una zampa conficcata. I due denti aguzzi però riconoscono Mordicchio come loro figlio e lo accolgono serenamente, smettendo di attaccare Piedino che, dopo questa vicenda, capisce che questi due denti aguzzi sono i veri genitori del piccolo denti aguzzi; si libera poi dal tronco.
I guai però non sono finiti: infatti Piedino viene nuovamente scoperto e catturato dai ruba uova Ozzy e Struth, che si sono salvati dalla caduta, e vogliono uccidere il piccolo collo lungo facendolo cadere da un baratro. Nel mentre, però, soggiunge Mordicchio con l'intento di salvarlo; i ruba uova, all'inizio per niente intimoriti, vengono poi terrorizzati e messi in fuga verso il Misterioso Dilà dai genitori di Mordicchio. Quest’ultimo infine saluta Piedino, Tricky, Duckie, Petrie e Spike ed torna con i suoi genitori nella propria terra.
In chiusura del film, Piedino ha imparato la lezione sul significato di essere piccoli e aiuta il nonno e la nonna a risigillare il varco tra la Valle Incantata ed il Misterioso Dilà con una frana. Le ultime scene (nei titoli di coda) sono con la nascita dei nuovi fratellini e sorelline dei protagonisti (eccetto Piedino), poiché anche il padre di Tricky fa coppia fissa con una triceratopa rosa.

## Distribuzione

### Italia
Il film è stato distribuito in VHS in Italia dalla CIC Video nel novembre 1995 e nella sua uscita in DVD viene reintitolato Alla ricerca della Valle Incantata 2 - Le avventure della grande vallata.

## Doppiaggio
| Personaggio     | Doppiatore originale | Doppiatore italiano |
| --------------- | -------------------- | ------------------- |
| Piedino         | Scott McAfee         | Rossella Acerbo     |
| Tricky          | Candace Hutson       | Monica Vulcano      |
| Petrie          | Jeff Bennett         | Mino Caprio         |
| Ducky           | Heather Hogan        | Federica De Bortoli |
| Ozzy            | Jeff Bennett         | Fabrizio Temperini  |
| Nonna           | Linda Gary           | Liliana Jovino      |
| Nonno           | Kenneth Mars         | Paolo Marchese      |
| Padre di Tricky | John Ingle           | Roberto Stocchi     |
| Mordicchio      | Rob Paulsen          |                     |
| Strut           | Rob Paulsen          | Alessio Cigliano    |
| Spike           | Rob Paulsen          |                     |
| Mamma di Ducky  | Tress MacNeille      |                     |
| Mamma di Petrie | Tress MacNeille      |                     |
| Mamma maiasauro | Tress MacNeille      |                     |
| Narratore       | John Ingle           |                     |